# WFV-Pokal 1953/54
Der WFV-Pokal 1953/54 war die zweite Austragung des Männer-Pokalwettbewerbs durch den Württembergischen Fußballverband als Amateurwettbewerb, insgesamt war es die siebte Austragung. Nach der ersten Durchführung in der Spielzeit 1950/51 hatte der Wettbewerb in den beiden Vorjahren zunächst pausiert. Das Endspiel fand am 15. August 1954 in Echterdingen statt, der FV 09 Nürtingen holte durch einen 3:2-Finalerfolg über den Stuttgarter SC zum ersten Mal in der Vereinsgeschichte den Titel. Der Stuttgarter SC zog im folgenden Wettbewerb erneut ins Endspiel ein und holte den Titel.

## Achtelfinale
|                    | Ergebnis |                       |
| ------------------ | -------- | --------------------- |
| VfR Heilbronn      | 1:4      | SpVgg Neckarsulm      |
| 1. Göppinger SV    | Verzicht | 1. FC Normannia Gmünd |
| SKG Hedelfingen    | 1:5      | Stuttgarter SC        |
| TSV Oberensingen   | 0:1      | FV 09 Nürtingen       |
| FV Ravensburg      | 3:0      | FV Saulgau            |
| FC Tailfingen      | 2:4      | SC Schwenningen       |
| TSV Herbrechtingen | 4:0      | SpVgg Feuerbach       |
| FV Rottweil        | 3:0      | FC Tuttlingen         |

## Viertelfinale
|                    | Ergebnis |                  |
| ------------------ | -------- | ---------------- |
| 1. Göppinger SV    | 3:0      | SpVgg Neckarsulm |
| FV Ravensburg      | 1:0      | FC Tailfingen    |
| FV Rottweil        | 1:2      | Stuttgarter SC   |
| TSV Herbrechtingen | 0:2      | FV 09 Nürtingen  |

## Halbfinale
|                 | Ergebnis |                 |
| --------------- | -------- | --------------- |
| FV 09 Nürtingen | 4:2      | FV Ravensburg   |
| Stuttgarter SC  | 4:1      | 1. Göppinger SV |

## Finale
| FV 09 Nürtingen                                     | FV 09 Nürtingen | Stuttgarter SC | Stuttgarter SC |
| --------------------------------------------------- | --- | --- | -------------- |
| FV 09 Nürtingen                                     | \| 28. Juli 1956 in Echterdingen (Sportpark Goldäcker) \| \| Ergebnis: 3:2 (1:1) \| \| Zuschauer: 1500 \| \| Schiedsrichter: Scholl (Ellhofen) \| | \| 28. Juli 1956 in Echterdingen (Sportpark Goldäcker) \| \| Ergebnis: 3:2 (1:1) \| \| Zuschauer: 1500 \| \| Schiedsrichter: Scholl (Ellhofen) \| | Stuttgarter SC |
| FV 09 Nürtingen                                     | Waldner – Haug, Hummel – Melaschuk, Gneiting, Schweizer – Schelling, R. Fischer, Günther, Pflum, Altdörfer                                        | Kunzi – Schleehauf, Katz – Schauer, Böpple, Manfred Bopp – Jung, Auchter, Lauster, Herrmann, Katzenwadel                                          | Stuttgarter SC |
| FV 09 Nürtingen                                     | 1:1 Günther (40.) 2:1 Altdörfer (63.) 3:2 Günther (88.)                                                                                           | 0:1 Herrmann (21.) 2:2 Lauster (73.) | Stuttgarter SC |
| 28. Juli 1956 in Echterdingen (Sportpark Goldäcker) | | |                |
| Ergebnis: 3:2 (1:1)                                 | | |                |
| Zuschauer: 1500                                     | | |                |
| Schiedsrichter: Scholl (Ellhofen)                   | | |                |